# Observatorio Fox
El Observatorio Fox (en inglés: Fox Observatory) es un observatorio astronómico propiedad y operado por la  Asociación de Astrónomos Aficionados del Sur de la Florida. Se encuentra en Sunrise, Florida al sur de Estados Unidos.
A finales de 1960 , el Dr. Joseph Dennison Fox , profesor de Astronomía e Historia , completó su permanencia en la Universidad de Puerto Rico , y con su esposa Sylvia , se retiró al norte de Miami. Trajo consigo un tubo óptico para un f / 15 refractor de 6 pulgadas. Este telescopio , en un estado más actualizado y restaurado, ahora reside en el Observatorio de Fox , en los terrenos del parque Markham.
El observatorio fue nombrado oficialmente en honor al Dr. Fox , el 20 de noviembre de 1975.
El domingo 20 de marzo de 1977, a las 4:30 p. m. , con un año de retraso , el Observatorio Astronómico Fox fue inaugurado.